# 크리에이터 (영화)
주의 : 문서의 내용에 스포일러가 있을 수 있으니 영화 시청을 안하신 분들은 열람을 자제해주시길 바랍니다. 영화 전체 내용의 줄거리가 포함되어 있음.
《크리에이터》(영어: The Creator)는 2023년 개봉한 미국의 SF 액션 스릴러 영화이다. 개러스 에드워즈가 감독과 공동각본을 맡았다.

## 출연

### 주연
- 존 데이비드 워싱턴 - 조슈아 역
- 제마 챈 - 마야 역
- 와타나베 켄 - 하룬 역
- 매들린 유나 보일스 - 앨피 역

### 조연
- 스터질 심프슨 - 드류 역
- 앨리슨 재니 - 하월 역
- 랠프 아인슨 - 앤드루스 역
- 마크 멘차카 - 맥브라이드 역
- 응오타인번- 카미 역